# Sandplay
El juego de arena junguiano o terapia de sandplay es una forma de psicoterapia utilizada con niños y adultos con el objetivo de hallar la curación a través de su conexión con lo inconsciente. Su creadora fue la psicoterapeuta suiza Dora M. Kalff (1904-1990), quien basó sus teorías en los principios de la psicología analítica de Carl Gustav Jung y en el trabajo de la psiquiatra infantil Margarita Lowenfeld.

## Definición
En palabras de su propia creadora:

Sandplay es el método que utilizo en terapia tanto con niños como con adultos para acceder a los contenidos del inconsciente. Como su nombre lo sugiere, consiste en jugar en una caja de madera especialmente proporcionada... Se ofrece así mismo la arena seca y húmeda. Los pacientes también tienen a su disposición un número de pequeñas figuras con las cuales ellos dan realización formal a sus mundos internos. Las figuras que pueden elegir, deben ofrecer de la manera más completa posible, una muestra representativa de todos los seres animados e inanimados que podemos encontrar en el mundo externo así como en el mundo imaginativo interno...
Dora Kalff. Journal of Sandplay Therapy, volumen 1, número 1, 1991

## Fundamentación

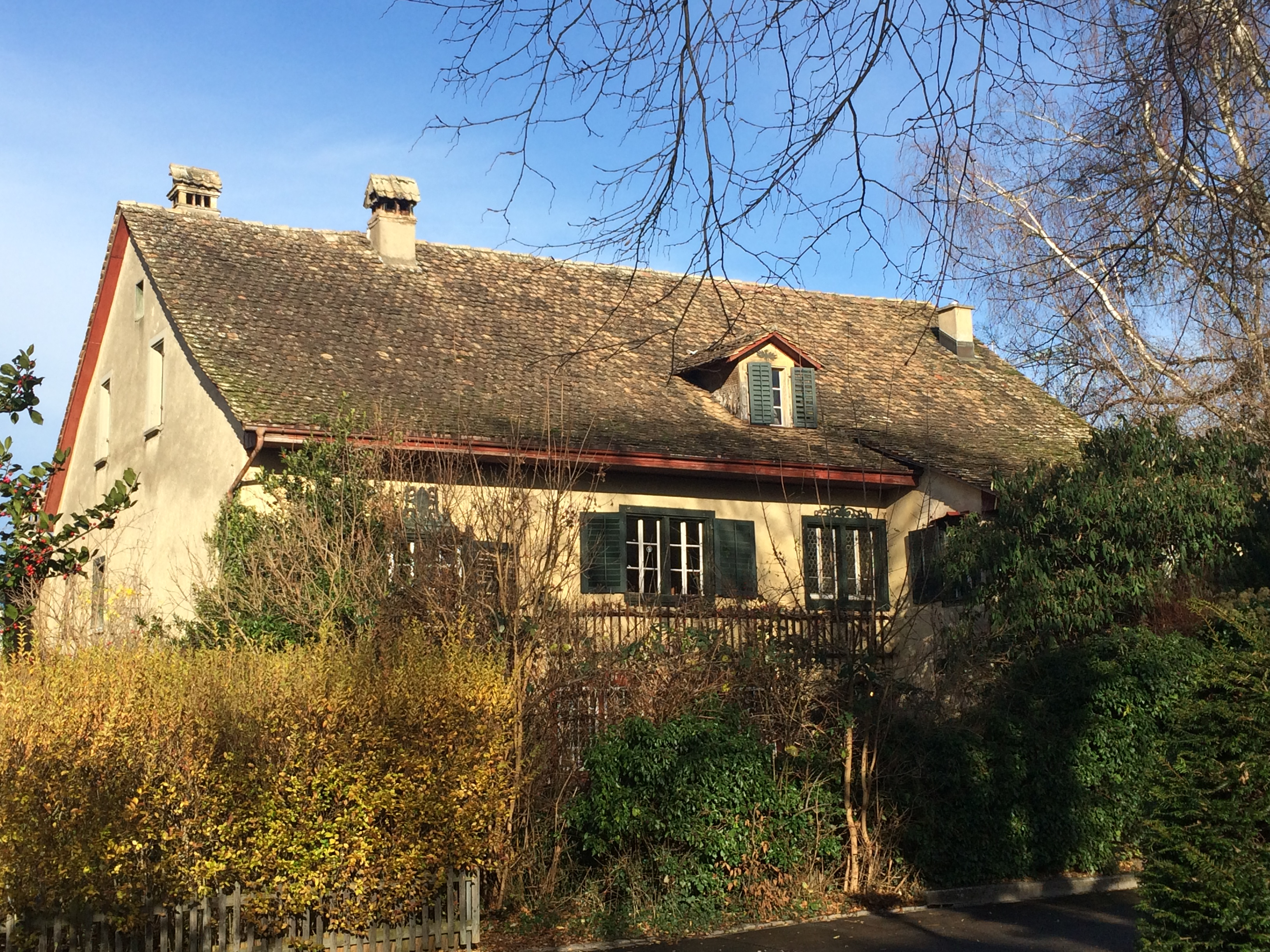
Casa residencial de Dora Kalff en Zollikon.

El psiquiatra suizo C. G. Jung postuló que la psique humana se mueve constantemente hacia la salud y la integridad en un proceso que denominó individuación. La psique vehicula dicho proceso a través del contenido simbólico de los sueños, la imaginación, las experiencias somáticas y por medio de muchas clases de arte expresivo. En la psicología analítica de Jung, la emergencia a la consciencia de este contenido simbólico constituye una parte importante en el proceso de curación de un individuo.
Margarita Lowenfeld descubrió que los niños utilizan símbolos con bastante naturalidad para recrear sus mundos interiores, como cuando manipulan y juegan con objetos. Más tarde desarrolló un método que aprovecha este proceso, denominándolo técnica mundial (World Technique).

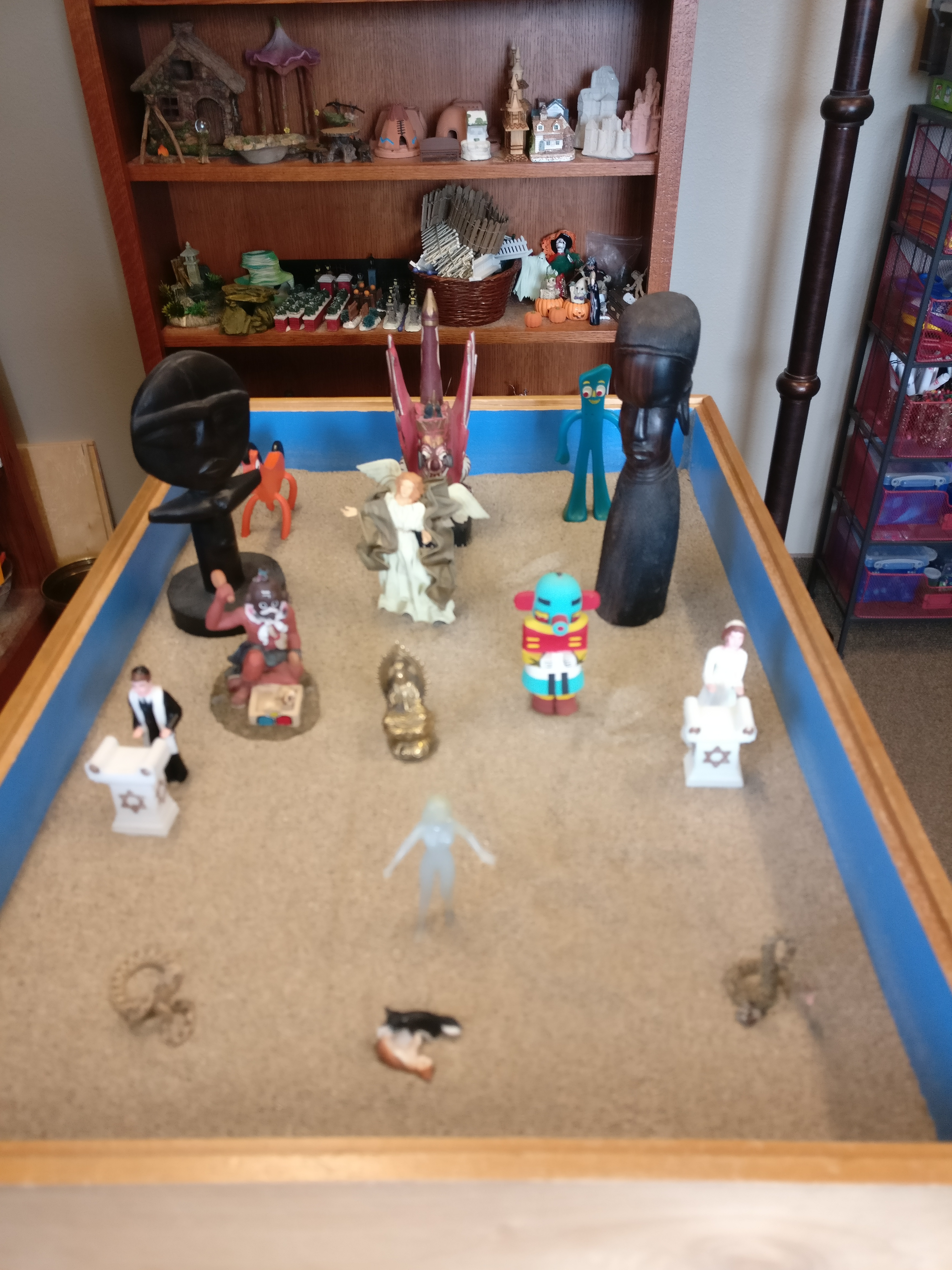
Caja de arena seca con configuración de figuras.

Dora Kalff colaboró con Lowenfeld diseñando la bandeja y añadiendo la arena, medio por el cual tanto niños como adultos pueden igualmente sustraer el contenido psíquico a la consciencia. De este modo, esta práctica terapéutica fue llamada por Kalff sandplay. El término define un acercamiento expresamente junguiano, que no debe ser confundido con la terapia sandtray, que es usada como una descripción genérica para varios métodos dentro de la terapia de juego.
El sandplay fue una psicoterapia que nació con la intención de facilitar la curación emocional y el desarrollo personal pleno en pacientes adultos, adolescentes y niños.
El psicoterapeuta utiliza una caja y genera un ambiente facilitador que a veces puede implicar trabajo con los sueños, terapia de la conversación u otros métodos de apertura a la imaginación. Es importante, sin embargo, que al paciente se le dé la oportunidad de elegir entre cientos de diminutos objetos y figuras para crear en la bandeja de arena un cuadro de su mundo interior. Las escenas que toman forma en la bandeja son comparables a las imágenes simbólicas que ocurren en sueños. Inmerso en el juego infantil, el paciente pierde las inhibiciones propias de su nivel consciente, como lo haría un niño, y entra en el mundo de lo inconsciente. La actividad es multidimensional, se utiliza la vista, las manos, el cuerpo, la mente y el espíritu, obteniendo así una resonancia profunda con el paciente. El terapeuta supervisa la escena sin dirigirla o interpretarla, respondiendo sólo a los comentarios del paciente. Se establece un espacio sagrado permitiendo al individuo unirse con los contenidos psíquicos profundos en su propio espacio y tiempo. El análisis psicológico o la interpretación pueden ocurrir más adelante, si así es requerido.

## Requisitos del terapeuta

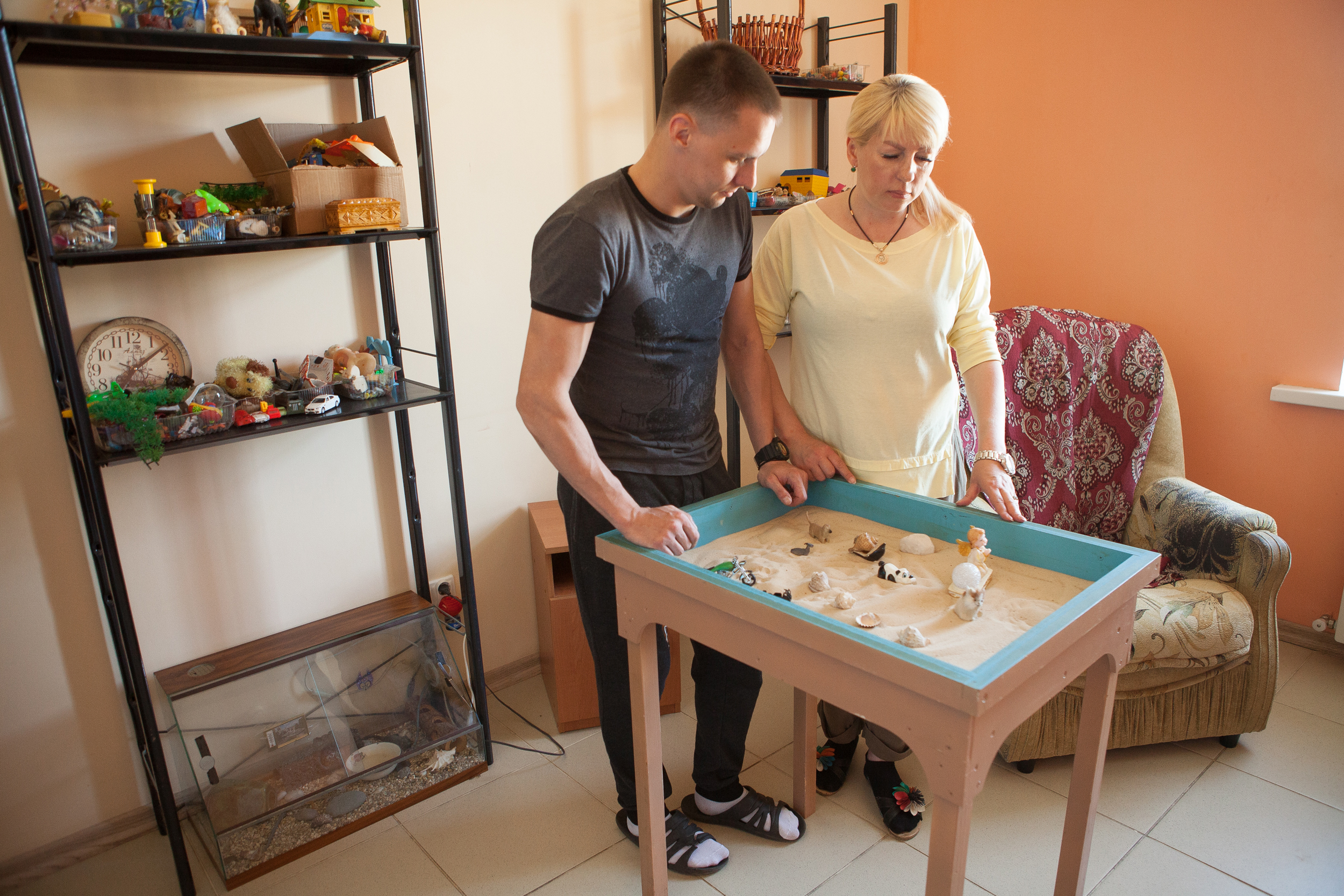
El terapeuta debidamente titulado requiere de una formación práctica y teórica supervisada por analistas de sandplay.

El requisito inicial es disponer de titulación oficial como psicólogo, psiquiatra o médico. Otras profesiones (educadores, enfermeras...) se pueden aceptar siempre que hayan realizado una sólida formación en salud mental y/o psicología clínica. Seguidamente, el requisito fundamental, sea uno ya analista o no, es pasar por su propia terapia con sandplay antes de acceder a la formación teórica, obviamente para no condicionarla. Y, por supuesto, el siguiente requisito importante es que se supervise con analistas de sandplay.

## Galería de imágenes

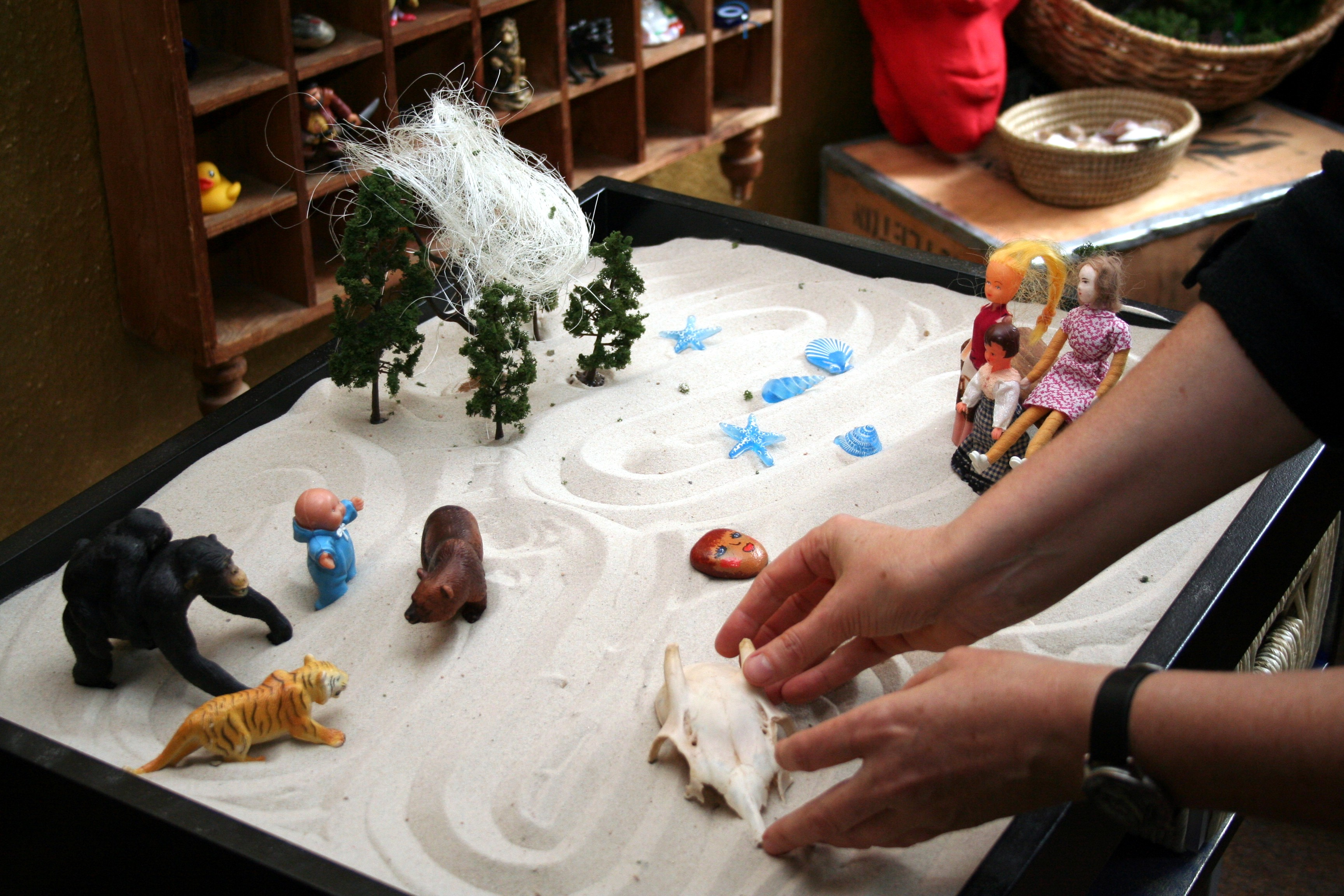
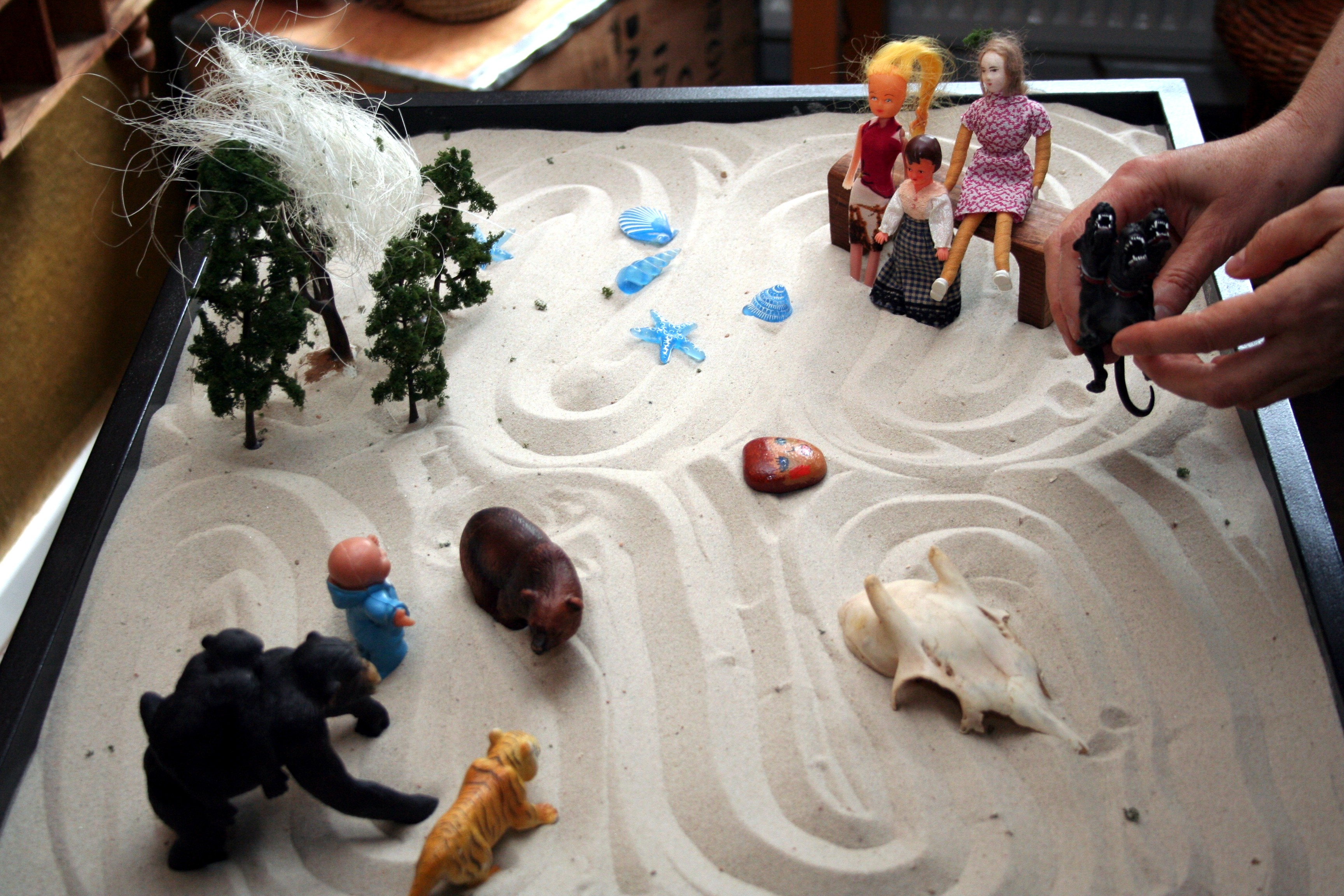
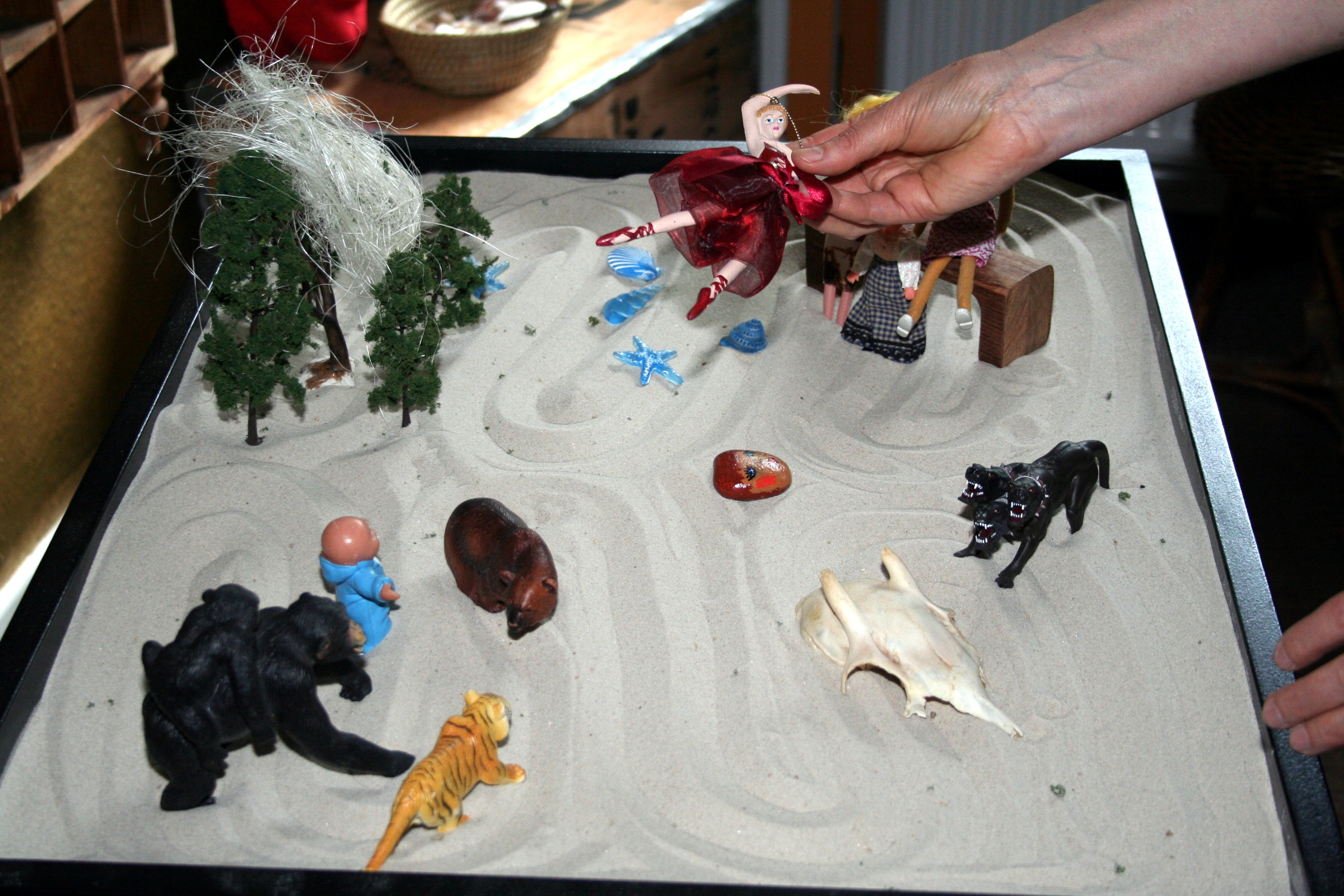
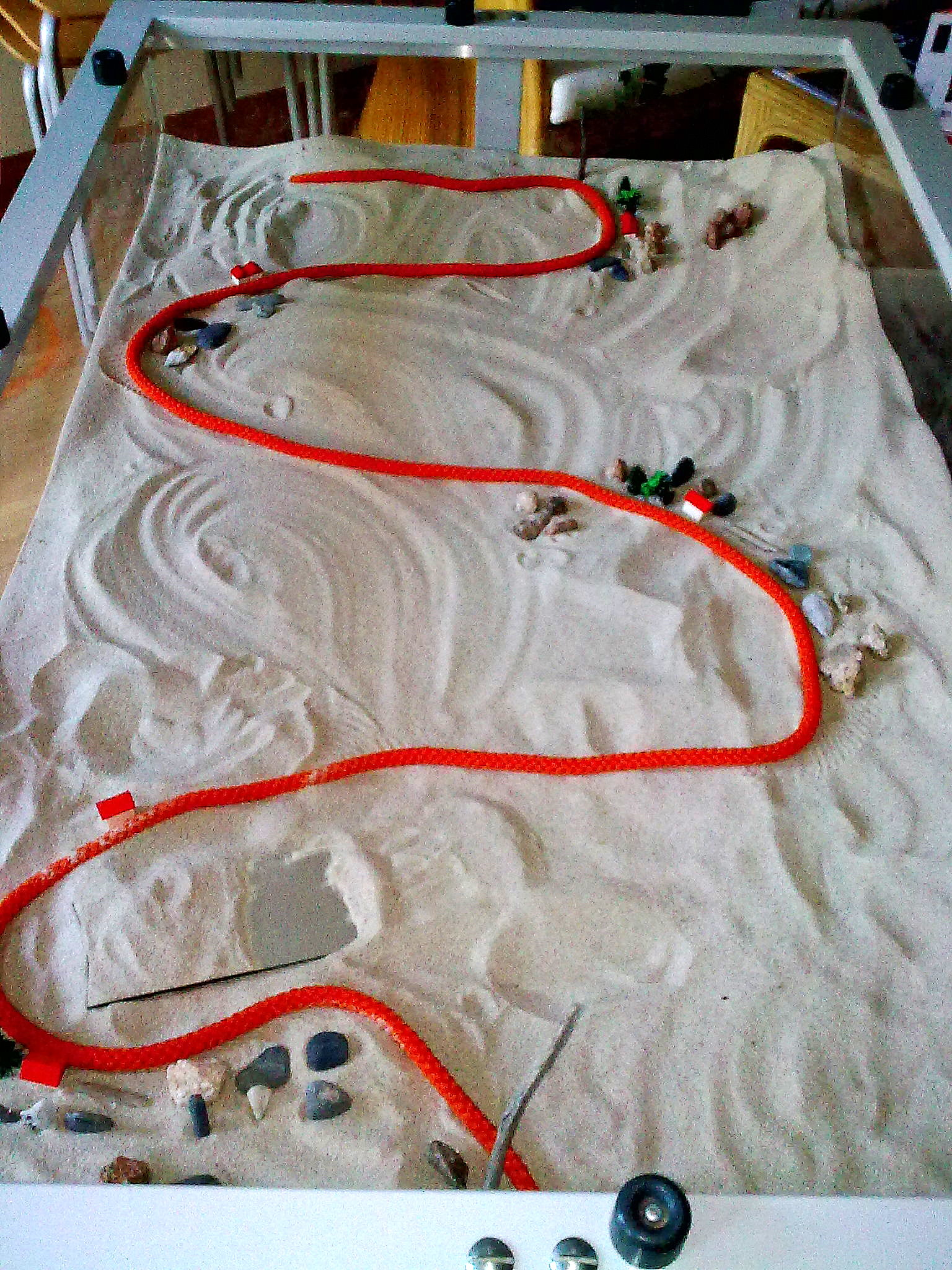
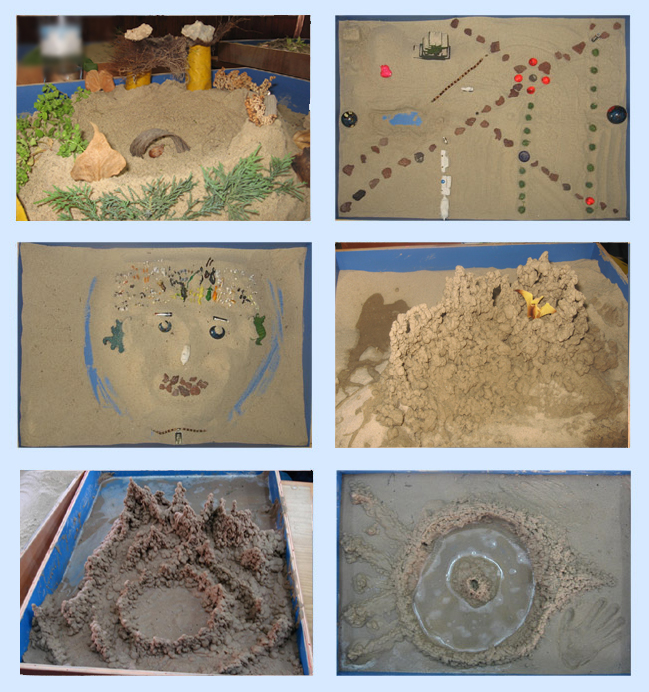
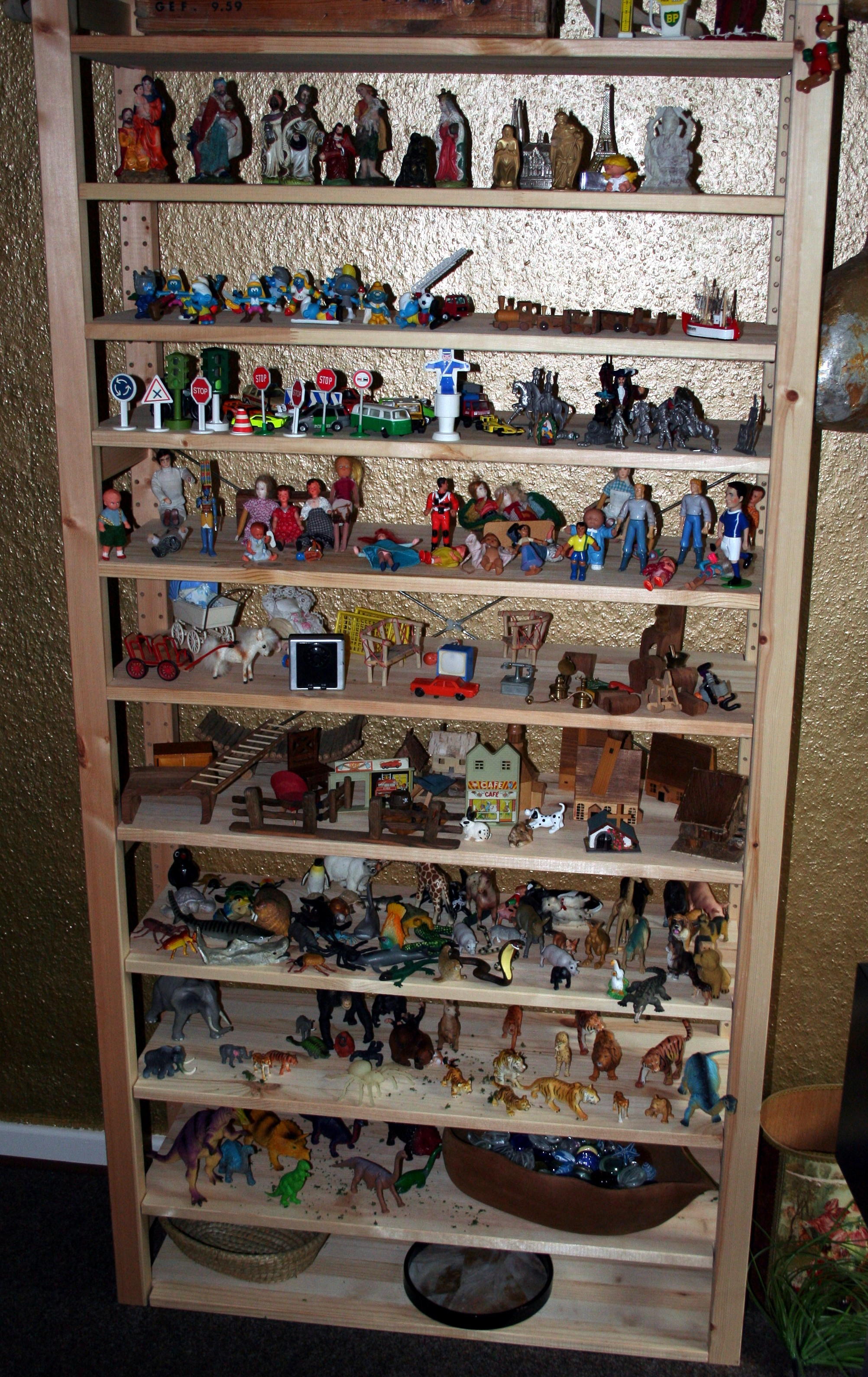